# Jean-Baptiste Riché
Jean-Baptiste Riché, född 1780 Cape Haytien, död 28 februari 1847, Port-au-Prince, var president på Haiti mellan den 1 mars 1846 och den 27 februari 1847.